# Kaspijsk
Kaspijsk (russisch Каспи́йск), vor 1947 Dwigatelstroi (Двигательстрой) ist eine Stadt in der zu Russland gehörigen Republik Dagestan. Die Stadt liegt 18 km südöstlich der Republikhauptstadt Machatschkala an der Westküste des Kaspischen Meeres. Kaspijsk hat 100.129 Einwohner (Stand 14. Oktober 2010) und ist damit die viertgrößte Stadt Dagestans.

## Geschichte
Kaspijsk wurde 1932 gegründet und zählt damit zu den jüngeren Orten Dagestans. Ursprünglich bestand der Ort als eine Arbeitersiedlung namens Dwigatelstroi, was wörtlich übersetzt so viel wie „Motorenbau“ bedeutet. Diese Siedlung wurde für den Bedarf eines gleichzeitig gebauten Motorenwerks errichtet, welches ursprünglich vor allem Dieselmotoren für den Schiffbau herstellen sollte, im bald ausgebrochenen Zweiten Weltkrieg jedoch rasch zu einem bedeutenden Rüstungsproduzenten umfunktioniert wurde.
1947, zwei Jahre nach Kriegsende, erhielt die Siedlung den Stadtstatus und den Namen Kaspijsk in Anlehnung an ihre Lage am Kaspischen Meer. In der Nachkriegszeit entwickelte sich Kaspijsk weiter zum Industriestandort und Arbeitervorort Machatschkalas. Die Einwohnerzahl betrug 1959 rund 25.200 und 1979 bereits 49.400.
In den 1990er- und 2000er-Jahren geriet Kaspijsk im Zusammenhang mit dem ersten und zweiten Tschetschenienkrieg mehrmals in die Schlagzeilen: Bei einem offenbar von tschetschenischen Terroristen verübten Sprengstoffanschlag auf ein vorwiegend von Militärs bewohntes Haus in Kaspijsk am 16. November 1996 kamen 68 Menschen ums Leben, und am 9. Mai 2002 forderte ein Anschlag auf eine Parade zum Tag des Sieges 43 Tote.

### Bevölkerungsentwicklung
| Jahr | Einwohner |
| ---- | --------- |
| 1939 | 18.874    |
| 1959 | 25.178    |
| 1970 | 38.990    |
| 1979 | 49.382    |
| 1989 | 60.069    |
| 2002 | 77.650    |
| 2010 | 100.129   |

Anmerkung: Volkszählungsdaten

## Wirtschaft und Infrastruktur
Zu den wichtigsten Industriebetrieben der Stadt zählen das 1932 gegründete Motorenwerk, das heute Dagdisel heißt, ein Werk für Feinmechanik, ferner eine Ziegelei und eine Steinverarbeitungsfabrik.
Im Norden der Stadt befindet sich ein Seehafen. Über Machatschkala besteht Anschluss an die Fernstraße R217 und an die Eisenbahn.

## Militär
Der Hafen von Kaspijsk ist neben dem von Astrachan ein wichtiger Heimathafen für die Kaspische Flottille der Russischen Marine.
Nach Angaben des ukrainischen Militärnachrichtendienstes HUR wurden im November 2024 Raketenfregatten der Gepard-Klasse, Tatarstan und Dagestan, angegriffen, wobei der Leiter der Abteilung für Desinformationsbekämpfung beim Nationalen Sicherheits- und Verteidigungsrat der Ukraine behauptete, dass beide Schiffe bei dem Angriff beschädigt worden seien.

## Söhne und Töchter der Stadt
- Leonid Michelson (* 1955), Unternehmer
- Gaidarbek Gaidarbekow (* 1976), Boxer
- Mahamed Aryphadschyjeu (* 1977), Boxer
- Chabib Allachwerdiew (* 1982), Boxer
- Samira Rachmanowa (* 1985), Ringerin
- Albert Selimow (* 1986), Boxer
- Magomed Omarow (* 1989), Boxer